# Helianthemum nummularium pyrenaicum
La jarilla
(Helianthemum nummularium susp. pyraenaicum) es una subespecie de la familia de las cistáceas.

## Descripción
Perenne, subarbustiva, variable. Hojas opuestas, enteras, ovales u oblongas, tomentosas por el envés, uninerviadas, con estípulas lineares. Flores ciatiformes, de 15-25 mm, con 5 pétalos de color amarillo vivo (también rosa, blanco y naranja); estambres numerosos.

## Distribución y hábitat
Endémica del Pirineo, en España y Francia. Vive en pastos pedregosos, matorrales, rellanos de roquedo en ambiente seco y soleado con sustrato calizo. Florece en verano en alturas entre 500 y 2.500 m s. n. m.